# Lindneromyia mogollonensis
Lindneromyia mogollonensis är en tvåvingeart som först beskrevs av Kessel 1967.  Lindneromyia mogollonensis ingår i släktet Lindneromyia och familjen svampflugor.
Artens utbredningsområde är New Mexico. Inga underarter finns listade i Catalogue of Life.